# Hiram Torres Montalvo
Hiram José Torres Montalvo (16 de marzo) es un abogado y político puertorriqueño del Partido Nuevo Progresista. Actualmente se desempeña como secretario general de su partido y anteriormente desempeñó los cargo de Secretario de Asuntos del Consumidor y legislador municipal de San Juan.

## Vida
Torres Montalvo completó un bachillerato en Administración y Finanzas, una maestría en Administración de Negocios y un juris doctor en la Universidad Interamericana de Puerto Rico.
Resultó electo legislador municipal de San Juan para el término 2009-2013 bajo el gobierno municipal de Jorge Santini Padilla del Partido Nuevo Progresista y reelecto para el término 2013-2017 bajo el gobierno municipal de Carmen Yulín Cruz del Partido Popular Democrático. Adicionalmente trabajó en la división legal del Departamento de Asuntos del Consumidor entre 2011 y 2012.
El 22 de noviembre de 2022 fue designado por el gobernador Pedro Pierluisi para ocupar la secretaría del Departamento de Asuntos del Consumidor. El nombramiento fue retirado el 27 de abril de 2023 tras la emisión de un informe negativo por parte del Senado de Puerto Rico controlado por el Partido Popular Democrático ante su voto de confirmación.
El 25 de agosto de 2023 su designación como secretario general del Partido Nuevo Progresista por parte del presidente de la colectividad Pedro Pierluisi fue avalado de manera unánime por los miembros del Directorio del partido. Asumió el cargo el próximo lunes 28 de agosto en reemplazo del senador Carmelo Ríos Santiago. Luego de asumir la presidencia del partido, Jenniffer González anunció la continuación de Torres Montalvo como secretario general.

## Historial electoral
| Año  | Cargo                            | Tipo      | Partido | Partido | Votos  | % | Posición | Resultado |
| ---- | -------------------------------- | --------- | ------- | ------- | ------ | - | -------- | --------- |
| 2008 | Legislador municipal de San Juan | Generales |         | PNP     | 93,877 | - | 14.º     | Electo    |
| 2012 | Legislador municipal de San Juan | Generales |         | PNP     | 80,541 | - | 12.º     | Reelecto  |